# Глыбач
Глы́бач (в русскоязычных источниках — также Глыбочь) — озеро в Ушачском районе Витебской области Белоруссии. Относится к бассейну реки Туровлянка. Принадлежит к группе Ушачских озёр.
Озеро Глыбач отличается достаточно значительной глубиной (до 18,5 м) при малой площади (0,17 км²).

## Описание
Озеро Глыбач находится в 24 км к северо-востоку от городского посёлка Ушачи, северо-восточнее озера Берёзовское, в которое впадает ручей, вытекающий из водоёма. В 1,5 км к юго-западу от озера Глыбач располагается деревня Берёзово.
Площадь поверхности водоёма составляет 0,17 км², длина — 0,65 км, наибольшая ширина — 0,39 км. Длина береговой линии — 1,66 км. Наибольшая глубина озера составляет 18,8 м, средняя — 6,3 м. Объём воды — 1,08 млн м³. Площадь водосбора — 12,2 км².
Котловина овальной формы, несколько вытянута с севера на юг. Склоны котловины крутые, высотой до 13 м, поросшие кустарником; высота южных и западных склонов значительно ниже и составляет 2—4 м. Береговая линия относительно ровная. С запада и юго-запада примыкает обширная пойма, местами заболоченная. Берега — сливающиеся со склонами, на севере и западе низкие.
Мелководье узкое (на севере и юге шире), песчаное. На глубине дно покрыто илом и сапропелем.
В озере обитают окунь, плотва, лещ, щука, линь и другие виды рыб.